# 松田美和
松田 美和（まつだ みわ、1965年1月19日 - ）は、日本の元弁護士。法務に就く前には放送業界で活動していた。

## 来歴
奈良県生まれ。奈良県立畝傍高等学校、大阪市立大学文学部人間関係学科卒業。大学在学時にはNHK大阪放送局のリポーターを務めていた。
大学を卒業後、1988年に朝日放送に入社。同局在籍時にはテレビ営業局に配属されていた。
1992年に朝日放送を退社し、フリーアナウンサーに転身した。
1994年にNHK松山放送局の契約スタッフになり、『おはよう四国』などを担当。そして1997年に東京都へ移住し、NHKの『週刊ハイビジョンニュース』を担当した。その翌年には『NHKラジオ夕刊』の担当になり、またこの頃に法律の勉強を開始する。
2000年に放送業界での活動を終えた後にも法律の勉強を続け、2001年に司法試験に合格。2003年10月に弁護士として登録され（登録番号：30993）、第一東京弁護士会の所属となる。
弁護士に転じてからは、虎ノ門南法律事務所に勤務しながら青山学院大学と昭和女子大学の非常勤講師も務めていた。2017年4月には、練馬区役所に法務担当の課長級管理職として迎え入れられた（任期は3年）。
その後本人請求により、2022年8月31日付で弁護士名簿からの登録取消が行われた。活動終了時には東京弁護士会に所属していた。